# Humeralfeder
Als Humeralfedern (Pennae humerales, Parapteron, Remiges tertiarii) werden in der ornithologischen Gefiederbeschreibung die oberen und unteren Randfedern im Bereich des Oberarms bezeichnet. Es handelt sich um drei bis vier Federn, die proximal der innersten Armschwingen liegen. Humeralfedern füllen bei Vögeln mit langen Flügeln die bei der Flügelentfaltung entstehende Lücke zwischen Körper und den Armschwingen.
Bei einigen Vogelarten sind sie durch besondere Merkmale gekennzeichnet, die sie bei ihrer Bestimmung von den übrigen Armfedern unterscheiden. Bekanntestes Beispiel sind die zu Schmuckfedern ausgebildeten Humeralfedern der Kraniche (Gruinae). Beim Grauen Kranich (Grus grus) überragen sie während des Aufenthaltes der Vögel am Boden braun, grau oder anthrazitfarben gefärbt den relativ kurzen Schwanz wie eine Schleppe. Bei Jungvögeln im ersten Lebensjahr ist diese Gefiederform zwar erst ansatzweise, aber trotzdem schon sehr deutlich erkennbar vorhanden.